# Jan Čáp (lékař)
Jan Čáp (* 1953 Jilemnice) je český endokrinolog, internista a politik, člen KDU-ČSL.

## Život
Je absolventem Lékařské fakulty v Hradci Králové Univerzity Karlovy, v roce 1990 byl zároveň zvolen členem jejího akademického senátu. Kandidátem věd je od roku 1994. V roce 2003 se stal docentem a v roce 2008 poté také profesorem.
Je ženatý, se svou manželkou Evou má dva syny.

### Politické působení
Po sametové revoluci stál u vzniku KDS, za kterou byl v komunálních volbách v roce 1990 a v komunálních volbách v roce 1994 zvolen zastupitelem Hradce Králové, po volbách v roce 1994 se navíc stal radním města. Členem KDU-ČSL se stal po sloučení KDS s ODS v roce 1996.
V komunálních volbách v roce 2018 byl opět zvolen zastupitelem Hradce Králové. V senátních volbách v roce 2020 kandidoval jako člen KDU-ČSL do Senátu PČR v senátním obvodu č. 45 – Hradec Králové. Se ziskem 9,26 % hlasů skončil na 6. místě a do druhého kola voleb nepostoupil. K roku 2024 byl zaměstnán na 1. lékařské fakultě Univerzity Karlovy, když působil na IV. interní hematologické klinice. K témuž roku byl rovněž členem Vědecké rady Lékařské fakulty v Hradci Králové Univerzity Karlovy. Působil rovněž ve Fakultní nemocnici Hradec Králové.